# The Yardbirds
The Yardbirds es un grupo de rock y rhythm & blues británico formado en 1963, particularmente activo durante la década de 1960, siendo una de las bandas de la llamada Invasión británica. La banda se separó en 1968, aunque volvieron a la actividad en los años 1990.
Su estilo estuvo enfocado en una especie de versión inglesa de lo que estaban haciendo los músicos tradicionales de blues estadounidenses, y del mismo modo llegaron a trabajar en colaboración con destacados bluesmen como Sonny Boy Williamson II.
Aparte de la influencia que tuvo en la época, la cual fue moderada, las razones por las que más se recuerda a esta agrupación es porque de sus filas salieron tres de los guitarristas más importantes de la historia del rock: Eric Clapton, Jeff Beck y Jimmy Page.
El grupo fue ubicado en el puesto 89 de los 100 mejores artistas de todos los tiempos, de la revista Rolling Stone.

## Historia
El grupo se formó en las afueras al suroeste de Londres, como derivación del Metropolitan Blues Quartet, grupo que Keith Relf (voz) y Paul Samwell-Smith (bajo) habían formado originalmente. Después de unírseles Chris Dreja (guitarra), McCarty (batería) y "Top" Topham (guitarra), a finales de mayo de 1963, se decidió cambiar el nombre a Blue-Sounds, y luego de un par de conciertos en septiembre de 1963, se decidieron por el nombre definitivo: Yardbirds, que era a la vez una expresión para vagabundos merodeando por los patios del ferrocarril esperando un tren, y también una referencia al saxofonista de jazz Charlie "Yardbird" Parker.
Primero trabajaron como banda de acompañamiento de Cyril Davies en la Escuela de Arte de Kingston, a finales de mayo de 1963, y lograron cierta notoriedad en la creciente escena de R&B inglesa en septiembre de 1963, luego abrieron para The Rolling Stones en el Club Crawdaddy en Richmond.
En sus inicios los Yardbirds tocaban música de Howlin' Wolf, Muddy Waters, Bo Diddley, Sonny Boy Williamson II y Elmore James, entre ellos "Smokestack Lightning", "Good Morning Little School Girl", "Boom Boom, Boom Boom", "I Wish You Would", "Rollin' and Tumblin'" o "I'm a Man".
El guitarrista original Anthony "Top" Topham decidió irse y fue reemplazado por Eric Clapton en octubre de 1963. El empresario Giorgio Gomelsky se convirtió en apoderado de la banda y en su primer productor. Bajo la dirección de Gomelsky los Yardbirds firmaron con el sello Columbia-EMI en febrero de 1964. Su primer álbum fue el "Five Live Yardbirds", un directo grabado en el mítico Marquee Club de Londres.
La leyenda del blues arriba mencionada: Sonny Boy Williamson II, invitó al grupo a recorrer Gran Bretaña y Alemania, una unión que posteriormente generó un nuevo álbum en vivo.
Clapton por su parte también se aleja del grupo para formar parte de la banda de John Mayall Bluesbreakers, siendo reemplazado por un joven y aún ignoto Jeff Beck en 1965; con Beck grabarían entre 1965 y 1966 los LP Having a Rave Up y Yardbirds, conocido como Roger the Engineer, o Over Under Sideways Down en Estados Unidos.
El bajista Samwell-Smith se retira de la banda, y es reemplazado provisoriamente por Jimmy Page, un reputado sesionista en aquel entonces, por lo cual Page y Beck convivieron en las filas de los Yardbirds por un breve período, aquel en bajo y este en primera guitarra: a ambos se los puede ver juntos en la fugaz aparición de la banda en la cinta "Blow-Up" de Michelangelo Antonioni (1966), interpretando el tema "Stroll On".
No obstante Beck también se aleja del grupo en 1966, para seguir sus proyectos personales, pasando Jimmy Page a la primera guitarra, y constituyéndose The Yardbirds en cuarteto, con el guitarrista rítmico Chris Dreja pasando al bajo. Con esa formación (Page-Dreja-Relf-McCarty) grabarían el álbum Little Games (1967), un disco de rock psicodélico y R&B que marcaría la disolución del grupo.
Cuando The Yardbirds se disuelve, hacia 1968, Jimmy Page decide reunir a una nueva banda a su alrededor que en principio sería bautizada como "The New Yardbirds"; poco después esta nueva banda derivaría en Led Zeppelin.
Por otro lado, Keith Relf, el cantante de los Yardbirds, formaría la agrupación de folk rock y rock progresivo llamada Renaissance, poco tiempo después formó Armageddon y Illusion, esta última con su hermana Jane Relf. Keith Relf murió en 1976.
Luego de casi 25 años, en 1992, Chris Dreja y Jim McCarty reactivaron el grupo, reclutando a John Idan en bajo y primera voz, y al guitarrista líder Gypie Mayo; fruto de esta unión aparece en 2003 el primer álbum de estudio del grupo en 36 años: Birdland, en el cual reversionan viejos éxitos junto a canciones nuevas, el disco fue dedicado a sus viejos compañeros de los años 60, y a la memoria de Keith Relf.
En el año 2013 Chris Dreja tuvo que abandonar el grupo por razones de salud, siendo reemplazado por Anthony "Top" Topham, guitarrista de la primera época de la banda.

## Discografía

### Álbumes
- Five Live Yardbirds (en vivo, diciembre 1964)
- For Your Love (julio 1965)
- Having a Rave Up (noviembre 1965)
- Sonny Boy Williamson and The Yardbirds (en vivo, enero 1966)
- Yardbirds (álbum) (también conocido como "Over under Sideways Down" y "Roger the Engineer") julio de 1966)
- Little Games (julio de 1967)
- Live Yardbirds: Featuring Jimmy Page (en vivo, mayo de 1971)
- Birdland (abril de 2003)

### Sencillos
- "I Wish You Would / A Certain Girl". Columbia DB7283 (mayo 1964)
- "Good Morning Little Schoolgirl / I Ain't Got You". Columbia DB7391 (octubre 1964) - UK #44
- "For Your Love / Got to Hurry". Columbia DB7499 (marzo 1965) - POP #6; UK #3
- "Heart Full of Soul / Steeled Blues". Columbia DB7594 (junio 1965) - POP #9; UK #2
- "Five Yardbirds E.P."[My Girl Sloopy / I'm Not Talking / I Ain't Done Wrong]. Columbia SEG 8421 (agosto 1965) - UK #5
- "Evil Hearted You / Still I'm Sad". Columbia DB7706 (septiembre 1965) - UK #3
- "I'm a Man / Still I'm Sad". Epic 9857 (octubre 1965) - POP #17
- "Questa Volta / Paff...Bumm". R International SI R20-010/Solo en Italia (noviembre 1965)
- "Shapes of Things / You're a Better Man Than I". Columbia DB7848 (febrero 1966) - UK #3
- "Shapes of Things / New York City Blues". Epic 10006 (marzo 1966) - POP #11
- "Over Under Sideways Down / Jeff's Boogie". Columbia DB7928 (mayo 1966) - POP #13; UK #10
- "Happenings Ten Years Time Ago / Psycho Daisies". Columbia DB8024 (octubre 1966) - UK #43
- "Happenings Ten Years Time Ago / The Nazz Are Blue". Epic 10094 (noviembre 1966) - POP #30
- "Yardbirds E.P." [Over Under Sideways Down / I Can't Make Your Way / He's Always There / What Do You want]. Columbia SEG 8521 (enero 1967)
- "Little Games / Puzzles". Columbia DB8165 (abril 1967) - POP #51
- "Ha Ha Said the Clown / Tinker, Tailor, Soldier, Sailor". Epic 10204 (julio 1967) - POP #45
- "Ten Little Indians / Drinking Muddy Water". Epic 10248 (octubre 1967) - POP #96
- "Goodnight Sweet Josephine / Think About It". Epic 10303 (marzo 1968) - POP #127

## Miembros
Miembros actuales
- Jim McCarty - batería (1963-1968, 1992-presente)
- John Idan - voz (1992-2009, 2015-presente), guitarra líder (1992-1994), bajo (1994-2009), guitarra rítmica (2015-presente)
- Kenny Aaronson - bajo (2015, 2016-presente)
- Myke Scavone - armónica, percusión (2015-presente)
- Godfrey Townsend - guitarra líder (2018-presente)

Antiguos miembros
- Keith Relf (fallecido en 1976) - voz, armónica (1963-1968), guitarra rítmica (1966-1968)
- Chris Dreja - guitarra rítmica (1963-1966, 1992-2013), bajo (1966-1968)
- Paul Samwell-Smith - bajo (1963-1966)
- Anthony «Top» Topham (fallecido en 2023) - guitarra líder (1963), guitarra rítmica (2013-2015)
- Eric Clapton - guitarra líder (1963-1965)
- Jeff Beck (fallecido en 2023) - guitarra líder (1965-1966), guitarra rítmica (1966)
- Jimmy Page - bajo (1966), guitarra líder (1966-1968)
- Rod Demick - bajo, armónica (1992-1994)
- Ray Majors (fallecido en 2022) - guitarra líder (1994-1995)
- Gypie Mayo (fallecido en 2013) - guitarra líder (1995-2005)
- Alan Glen - armónica, percusión (1996-2003, 2008-2009)
- Billy Boy Miskimmin - armónica, percusión (2003-2008)
- Andy Mitchell - voz, armónica (2009-2015)
- Laurie Garman - armónica (1994-1996)
- Ben King - guitarra líder (2005-2015)
- David Smale - bajo (2009-2015, 2015-2016)
- Johnny A. - guitarra líder (2015-2018)